# Aurimas Lankas
Aurimas Lankas (* 7. September 1985 in Šiauliai, Litauische SSR, Sowjetunion) ist ein litauischer Kanute.

## Karriere
Zusammen mit Edvinas Ramanauskas gewann er bei den Kanurennsport-Europameisterschaften 2014 und 2015 jeweils die Bronzemedaille im Zweier-Kajak. 2015 nahmen die beiden an den Europaspielen teil. Bei den Olympischen Sommerspielen 2016 in Rio de Janeiro gewann er im Zweier-Kajak über 200 m Bronze mit Edvinas Ramanauskas. Dies war die zweite olympische Medaille im Kanu für Litauen.